# Juan José Lanz
Juan José Lanz Rivera (Bilbao, 1963) es un escritor, editor y profesor titular de la Universidad del País Vasco especialista en Literatura Española Contemporánea.  

## Biografía
Con su tesis Introducción al estudio de la generación poética española de 1968, se doctoró en 1993 a través de la Universidad Complutense de Madrid. 
Además de ser profesor titular en la Universidad del País Vasco, ha impartido clases en University of Sheffield, Universidad Julio Verne en Picardía, University of Birmingham, University of Manchester, University of Hull, Universidad de Buenos Aires, Universidad Nacional de Mar del Plata y  Universidad Autónoma de Madrid, entre algunas más. 
Habitualmente colabora en diversas revistas de índole literario como Revista Hispánica Moderna, Ínsula, Cuadernos Hispánicos, Bulletin of Hispanic Studies, Revista de Occidente, Bulletin Hispanique, etc.

## Área de ocupación
Se ha preocupado principalmente por la literatura y cultura española, especialmente la poesía, del periodo que abarca desde el franquismo hasta la actualidad y su vínculo con la posmodernidad.  También le ha interesado la literatura finisecular, la poesía de Gustavo Adolfo Bécquer, algunos autores de principios del siglo XX (Antonio Machado, Miguel de Unamuno...), el pensamiento de Ortega y Gasset, la novela de vanguardia, algunos autores de la Generación del 27, la literatura del exilio...  Ha creditado a la revista Akzente con haber abierto "las puertas de revistas importantes de literatura en España a la poesía experimental."

## Obras

### Libros
- Temas principales en Los heraldos negros, de César Vallejo. Ed. Laida. Bilbao, 1990.
- La poesía de Luis Alberto de Cuenca. Col. Trayectoria de Navegantes. Antorcha de Paja. Córdoba, 1991.
- La luz inextinguible. (Ensayos sobre Literatura Vasca Actual). Ed. Siglo XXI. Madrid, 1993.
- La llama en el laberinto. (Poesía y poética en la generación del 68). Editora Regional de Extremadura. Mérida, 1994.
- Juan José Lanz y Juan José Téllez Rubio. Marejada: Historia de una revista y de un grupo literario gaditano. Quorum. Cádiz, 1996.
- Antología de la poesía española (1960-1975). Espasa-Calpe. Madrid, 1997.
- Introducción al estudio de la generación poética española de 1968. (Elementos para la elaboración de un marco histórico-crítico en el período 1962-1977). Servicio Editorial de la Universidad del País Vasco / Euskal Herriko Unibersitatea. Bilbao, 2000.
- Introducción al estudio de la generación poética española de 1968. (Elementos para la elaboración de un marco histórico-crítico en el período 1962-1977).  6 tomos. Tesis doctoral presentada en la Universidad Complutense de Madrid en julio de 1993. Editorial de la Universidad Complutense de Madrid (edición electrónica). Madrid, 2000.
- La revista “Claraboya” (1963-1968): Un episodio fundamental en la renovación poética de los años sesenta. Editorial: Universidad Nacional de Educación a Distancia. Madrid, 2005.
- La poesía durante la Transición y la generación de la democracia. Devenir. Madrid, 2007.
- Fablas. Revista de poesía y crítica. Ediciones Idea. Santa Cruz de Tenerife / Las Palmas de Gran Canaria, 2007 .
- Páginas del 68. Revistas poéticas juveniles, 1962-1977. Consejería de Cultura y Turismo. Junta de Castilla y León. Valladolid, 2007.
- Alas de cadenas. (Estudios sobre Blas de Otero). Renacimiento. Sevilla, 2008.
- Las palabras gastadas. Poesía y poetas del medio siglo. Renacimiento. Sevilla, 2009.
- Conocimiento y comunicación. Textos para una polémica poética en el medio siglo (1950-1963). Universidad de las Islas Baleares. Palma de Mallorca, 2009 .
- Nuevos y novísimos poetas españoles. En la estela del 68. Renacimiento. Sevilla, 2011.
- Antorcha de Paja. Revista de Poesía (1973-1983). Heterodoxia y canon en la poesía española durante la Transición. Devenir. Madrid, 2012.
- Gerardo Diego y Blas de Otero, entre Santander y Bilbao. (Texto y contexto de unos poemas). Fundación Gerardo Diego. Santander, 2016.
- La Musa Metafísica. Ensayos sobre la poesía de Guillermo Carnero. Institució Alfons el Magnànim. Diputación de Valencia. Valencia, 2016.
- Juan Ramón Jiménez y el legado de la Modernidad. Anthropos Editorial. Barcelona, 2017.

### Ediciones
- Diego Jesús Jiménez. Bajorrelieve. Itinerario para náufragos. (Ed. de JJ Lanz). Cátedra. Madrid, 2001.
- Miguel Mihura. Tres sombreros de copa. Maribel y la extraña familia (Ed. JJ Lanz). Biblioteca Hermes, Colección Clásicos Castellanos. Barcelona, 2003.
- Juan Ramón Jiménez. Belleza (en verso) (Ed. de JJ Lanz) en Obra poética (Obra en verso y Obra en prosa). Espasa-Calpe. Madrid, 2005.
- Juan Ramón Jiménez. Romances de Coral Gables (Ed. de JJ Lanz) en Obra poética (Obra en verso y Obra en prosa). Espasa-Calpe. Madrid, 2005.
- Luis Alberto de Cuenca. Poesía 1979-1996: La caja de plata. El otro sueño. El hacha y la rosa. Por fuertes y fronteras. (Ed. de JJ Lanz). Cátedra. Madrid, 2006.
- Sabas Martín. Prueba concreta. Antología poética 1978-2006. (Ed. de JJ Lanz). Ediciones Idea. Santa Cruz de Tenerife / Las Palmas de Gran Canaria, 2006.
- Agustín Delgado. Espíritu áspero. Poesía reunida (1965-2007). (Ed. JJ Lanz). Trama Editorial. Madrid, 2010.
- Félix Grande. La cabellera de la Shoá. (Ed. de JJ Lanz). Bartleby Editores. Madrid, 2015.
- Rafael Ballesteros. Poesía (1990 2010). (Ed. de JJ Lanz). Fundación Unicaja / etc el toro celeste. Málaga, 2015.

### Edición de libros colectivos
- Jon Kortazar y Juan José Lanz (eds.). Unamuno, Otero, Aresti. Área de Cultura y Turismo. Ayuntamiento de Bilbao. Bilbao, 2003.
- Juan José Lanz y Natalia Vara Ferrero (eds.). Plenitud de la palabra. Interdiscursividad y diálogo intercultural en la poesía hispánica contemporánea. Renacimiento. Sevilla, 2016.
- Juan José Lanz y Natalia Vara Ferrero (eds.). Mentiras verdaderas. Autorreferencialidad y ficcionalidad en la poesía española contemporánea. Renacimiento. Sevilla, 2016.
- Juan José Lanz y Natalia Vara Ferrero (coords.). La poesía como documento histórico (Poesía contemporánea en España). Una propuesta crítica, monográfico de Pasavento, vol. V, n.º 2 (verano 2017).[2]

### Colaboraciones
- Apartado de poesía desde 1939 a 1975 del suplemento al volumen VIII de Historia y crítica de la literatura española (Crítica. Barcelona, 1999), dirigida por Francisco Rico.
- Volumen IX de Historia y crítica de la literatura española (Crítica. Barcelona, 1992) y en el suplemento correspondiente a ese volumen (Crítica. Barcelona, 2000).
- Concierto barroco (UIMP. Cuenca, 1993).
- La ceremonia de la diversidad. Últimos poetas españoles (UIMP. Cuenca, 1993).
- Últimos veinte años de poesía española (Ayuntamiento de Oviedo. Oviedo, 1994).
- Diccionario interdisciplinar de hermenéutica (Universidad de Deusto. Bilbao, 1997).
- Ludismo e intertextualidad en la lírica española moderna (Univ. of Birmingham. Birmingham, 1998).
- Homenaje a Cántico (Univ. de Málaga. Málaga, 2001).
- Leer y entender la poesía: José Hierro (Universidad de Castilla-La Mancha. Cuenca, 2001).
- Cien años de poesía (Peter Lang. Berna, 2001).
- De sombras y de sueños: Homenaje a J.M. Castellet (Península. Barcelona, 2001).
- Comentarios de textos. Poetas del siglo XX (Universidad de las Islas Baleares. Palma de Mallorca, 2001).
- Leer y entender la poesía: Conciencia y compromiso poéticos (Universidad de Castilla-La Mancha. Cuenca, 2002).
- 60 años de Adonais: Una colección de poesía en España (1943-2003) (Devenir. Madrid, 2003).
- Revistas literarias españolas del siglo XX (Julio Ollero. Madrid, 2005).
- Víctor Botas y la poesía de su generación. Nuevas miradas críticas (Fundación Universidad de Oviedo / Llibros del Pexe. Oviedo, 2006).[2]

## Premios
Ha sido el receptor de numerosas becas y premios, como el Premio de Ensayo Unamuno de 1991.